# Кастелбасо (Терамо)
Кастелбасо (итал. Castelbasso) је насеље у Италији у округу Терамо, региону Абруцо.
Према процени из 2011. у насељу је живело 56 становника. Насеље се налази на надморској висини од 315 м.